# Гней Октавій (претор 205 року до н. е.)
Гней Октавій (*Gnaeus Octavius, д/н — після 191 до н. е.) — політичний та військовий діяч часів Римської республіки.

## Життєпис
Походив з роду вершників Октавіїв. Син Гнея Октавія Руфа, квестора 230 року до н. е. Про його молоді роки нічого невідомо.
У 216 році до н. е. призначається військовим трибуном, на цій посаді брав участь у битві при Каннах, проте не потрапив у полон й не загинув. У 206 році до н. е. обирається плебейським еділом. У 206 році до н. е. обирається претором. Як провінцію отримав Сардинію. На чолі флоту захопив 80 карфагенських вантажних суден. 204 року до н. е. його повноваження було продовжено.
У 204 році до н. е. командував флотом, але зазнав величезних втрат (200 військових і 30 вантажних триєр) під час бурі і внаслідок того, що карфагеняни захопили багато кораблів. 202 року до н. е. після битви при Нарагарі він отримав наказ осадити Утіку. Того ж року був учасником битви при Замі.
У 201 році до н. е. повернувся до Риму, де поступив під командування пропретора Марка Валерія Левіна проти Філіппа V, царя Македонії. 200 року до н. е. спрямовано до Нумідії щодо укладання перемовин з царями Масиніссою та Верміною.
194 року до н. е. брав участь в заснуванні римської колонії в Кротоні. 191 року до н. е. Октавія було спрямовано римським сенатом до Греції, щоб діяти проти Антіоха III Селевкіда. Подальша доля невідома.

## Родина
- Гней Октавій, консул 165 року до н. е.